# Транспортное происшествие на железнодорожном транспорте
Транспортное происшествие на железнодорожном транспорте — событие, возникшее при движении железнодорожного подвижного состава и с его участием, и повлёкшее за собой причинение вреда жизни или здоровью людей, имуществу или вреда окружающей среде.

## Классификация
В зависимости от причинённого вреда, транспортные происшествия при движении поездов разделяются на несколько уровней. В частности, в России классификация нарушений безопасности движения на железнодорожном транспорте включает в себя следующие градации:
- крушение поезда;
- авария;
- события, связанные с нарушением правил безопасности движения и эксплуатации железнодорожного транспорта;

Крушение — столкновение железнодорожного подвижного состава с другим железнодорожным подвижным составом, с транспортным средством, сход с рельсов на перегоне или железнодорожной станции, при поездной или маневровой работе, экипировке или других передвижениях, в результате которых:
1. погиб один и более человек;
2. причинён тяжкий вред здоровью пяти и более человек;
3. возникла чрезвычайная ситуация, при которой пострадало десять и более человек;
4. повреждён железнодорожный подвижной состав до степени исключения из инвентаря;
5. нарушены условия жизнедеятельности 100 и более человек;

Авария — транспортное происшествие без гибели людей и с меньшим уровнем ущерба, чем при крушении поездов.
События, связанные с нарушением правил безопасности движения и эксплуатации железнодорожного транспорта — включают различные ситуации, связанные с внешними воздействиями (пожар, затопление, и т. п.), неисправностями (например, излом рельса, отцепка вагона в пути следования), нарушением технологии работ (прием или отправление поезда по неготовому маршруту, и другие), а также столкновения, не повлекшие указанных выше последствий.
Ранее отдельно выделялись также «аварийные случаи». К аварийным случаям относились транспортные происшествия, не имеющие последствий, характерных для аварий и крушений, но вызвавшие повреждение хотя бы одной единицы подвижного состава в объёме текущего ремонта.